# Фунхоф, Хинрик
Хинрик Фунхоф (нем. Hinrik Funhof, умер в 1485, Гамбург, Священная Римская империя) — немецкий художник, один из ярчайших представителей поздней немецкой готики. Основное его произведение, четыре створки Люнебургского алтаря, относятся к наиболее значительным произведениям нижнесаксонской живописи конца XV века.

## Биография
О жизни Хинрика Фунхофа известно мало. Предполагается, что он происходил из города Верне в Вестфалии. Фамилия Фунхоф в документах встречается лишь в окрестностях Венне, однако имя Хинрик в сочетании с этой фамилией в Венне не встречается вовсе, что дало повод также предполагать, что, когда он родился, его отец уже находился в Гамбурге.
Хинрик Фунхоф упоминается в документах впервые под 1475 годом, когда он в Гамбурге получил выплату от магистрата.
Предполагается, что он женился на Гербург Борнеман, вдове художника Ганса Борнемана, умершего в 1483/1484 годах, и тем самым получил его мастерскую. Однозначных документальных свидетельств этого не существует, и историк Иоганн Мартин Лаппенберг считал, что в действительности Фунхоф женился на дочери Борнемана. После смерти Фунхофа, согласно традиционной версии, Гербург Борнеман вышла замуж за художника Абсолона Штумме.
Достоверно установлено, что Хинрик Фунхоф с 1480 по 1482 год был старостой Братства святого Фома Аквинского при церкви Иоганнескирхе.
С 1475 по 1483 год он выполнил множество заказов гамбургского магистрата, в основном живопись на щитах и штандартах. В 1483 году он расписал штандарт в церкви святой Марии. Между 1479 и 1484 годами он получил большие выплаты за алтарь в церкви святого Георгия, не дошедший до нашего времени. В 1484 и 1485 годах он получил выплаты за работы в гамбургском соборе святой Марии. Последняя из выплат была передана его вдове, из чего сделан вывод, что Фунхоф умер в 1485 году. Это подтверждается книгой записи смертей братства святого Йоста. Предполагается, что Хинрик Фунхоф умер от чумы.

## Произведения
Фунхофу приписываются лишь небольшое количество произведений, среди которых:
- Мария в сиянии, около 1480, Кунстхалле, Гамбург;
- Брак в Кане Галилейской, около 1481, частное собрание, Германия;
- Внешние створки главного алтаря Иоганнескирхе в Люнебурге, около 1482.